# Josyf Miljan

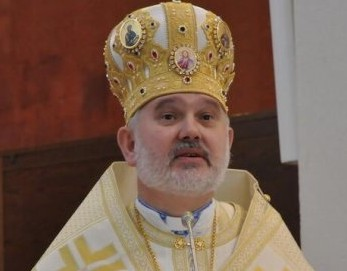
Josyf Miljan

Bischofswappen

Josyf Miljan MSU (ukrainisch Йосиф Мілян; * 6. Juli 1956 in Dobrjany, Oblast Lemberg, Ukrainische SSR) ist ein ukrainischer Weihbischof und Protosynkellos (Generalvikar) der Erzeparchie Kiew der Ukrainischen Griechisch-Katholischen Kirche.

## Leben
Josyf Miljan wurde in Dobrjany im damaligen Rajon Horodok geboren und auf dem Namen Iwan getauft. Nach der Schule und dem Militärdienst schloss er sich der in der Sowjetunion illegalen Ukrainischen Griechisch-Katholischen Kirche an. Am 5. Januar 1976 erhielt er von Pater Julian Woronowskyj, dem Abt des Klosters der Studienmönche und späteren Bischof von Sambir und Drohobytsch, den Segen für den Mönchstand. Am 8. März 1983 legte er die ewige Profess ab und bekam den Namen Josyf.
Nach dem Studium im illegalen Priesterseminar wurde er durch Wolodymyr Sternjuk am 9. Mai 1984 zum Diakon und am 30. Dezember 1984 zum Priester geweiht.
Ab 1990 war er Kaplan an der Sankt-Georgs-Kathedrale in Lemberg. 1992 wurde er zum Oberen des Josephsklosters in Lemberg. Ab 1992 ergänzte er sein Theologiestudium an der Katholischen Universität Lublin in Polen. Im Mai 1993 ernannte ihn Großerzbischof Myroslaw Ljubatschiwskyj zum Seelsorger der Jugendvereine und im Februar 1997 wurde er Vorsitzender der Patriarchenkommission für Jugendseelsorge. Ab Mai 1998 entsandte ihn die Ukrainische Griechisch-Katholische Kirche in das Europäische Komitee für akademische Seelsorge. Am 1. November 2008 wurde er Pfarrer der Kathedrale in Kiew.
Am 16. April 2009 wurde er vom Synod der Ukrainischen Griechisch-Katholischen Kirche und Papst Benedikt XVI. zum Weihbischof in Kiew-Halytsch bestellt und zum Titularbischof von Drusiliana ernannt. Die Bischofsweihe empfing er am 18. Juni 2009 durch Jan Martyniak in der ukrainisch-katholischen Auferstehungskathedrale in Kiew. Mitkonsekratoren waren der Bischof von Sambir-Drohobytsch, Julian Woronowskyj MSU, und der Bischof von Melbourne, Peter Stasiuk CSsR.